# Hemmantia
Hemmantia é um género monotípico de plantas com flores pertencentes à família Monimiaceae. A única espécie é Hemmantia webbii.
A sua área de distribuição nativa é Queensland.